# Мухаммад Абу аль-Дахаб
Мухаммад-бей Абу аль-Дахаб (араб. محمد أبو الدهب; 1735 — 1775) — каймакам (заступник) бейлербея Єгипетського еялету в 1773—1775 роках, 12-й шейх аль-балад (володар держави).

## Життєпис
Народився в Черкесії або Абхазії в 1735 році. У дитинстві був викрадений і проданий еміру мамлюків Алі-бею. Він став близьким другом і улюбленцем Алі-бея, одним з головних його воєначальників, за різними відомостями — зятем або названим сином.
1761 року призначено хазнадаром Єгипту. 1764 року допоміг Алі-бею повернутися до влади. 1765 року Мухаммад отримав титул бея. На честь цього роздав шматки золота, отримавши своє прізвисько Абу аль-Дахаб («батько золота»). У 1769 році придушив повстання проти Алі-бея у Верхньому Єгипті на чолі з Хумамом ібн юсуфом, шейхом бедуїнського племені хаввара.
1770 року Мухаммад-бей захопив Хиджаз з містами Мекка і Медіна. 1771 року вдалося захопити більшу частину Сирії. У 1772 році захопив Дамаск.
Втім невдовзі Мухаммад-бей перейшов на бік османського уряду, виступивши проти Алі-бея, який втік до союзника Захіра аль-Умара в Палестині. 1773 року Мухаммад-бей зумів відновити владу османського султана в Єгипті. Він отримав посади каймакама (заступника) паші Єгипетського еялету. Також став шейх аль-баладом, що підтверджувало визнання його влади з боку мамлюків. Прибувши бейлербей Кара-Халіл-паша не мав жодної влади, виконуючи церемоніальні функції. Того ж року в битві біля Саліху (в східній частині дельти Нілу) завдав поразки Алі-бею, якого полонив (той невдовзі помер від поранень).
Фактично відновив мамлюцьке урядування в Єгипті, роздав посади та земельні володіння наближеним беям. 1774 року збудував нову мечеть в безпосередній близькості від богословської школи Азгар, яка нині називається мечеттю Абу-Дахаб. При ній фундував медресе та такії (приміщення для студентів) Надав стипендії 16 шейхам, 18 викладачам та 164 студентам. Сам зібрав велику бібліотеку, зокрема за 100 тис. срібних дирхемів купив фундаментальний словник «Тадж аль-Арус».
У 1774 році за наказом османського султана Мухаммад-бей атакував еміра захіра аль-Умара, якого переміг, захопивши міста Газу, Яффу і Акку. після цих успіхів запросив у султана посаду паші Дамаску. Проте у 1775 році Мухаммад-бей помер від чуми в Ацці. За цим почалася боротьба між прихильниками останнього Ібрагім-беєм і Мурад-беєм та Ісмаїл-беєм (головою клану ал-Алавія).